# Corrales de vecinos de Sevilla

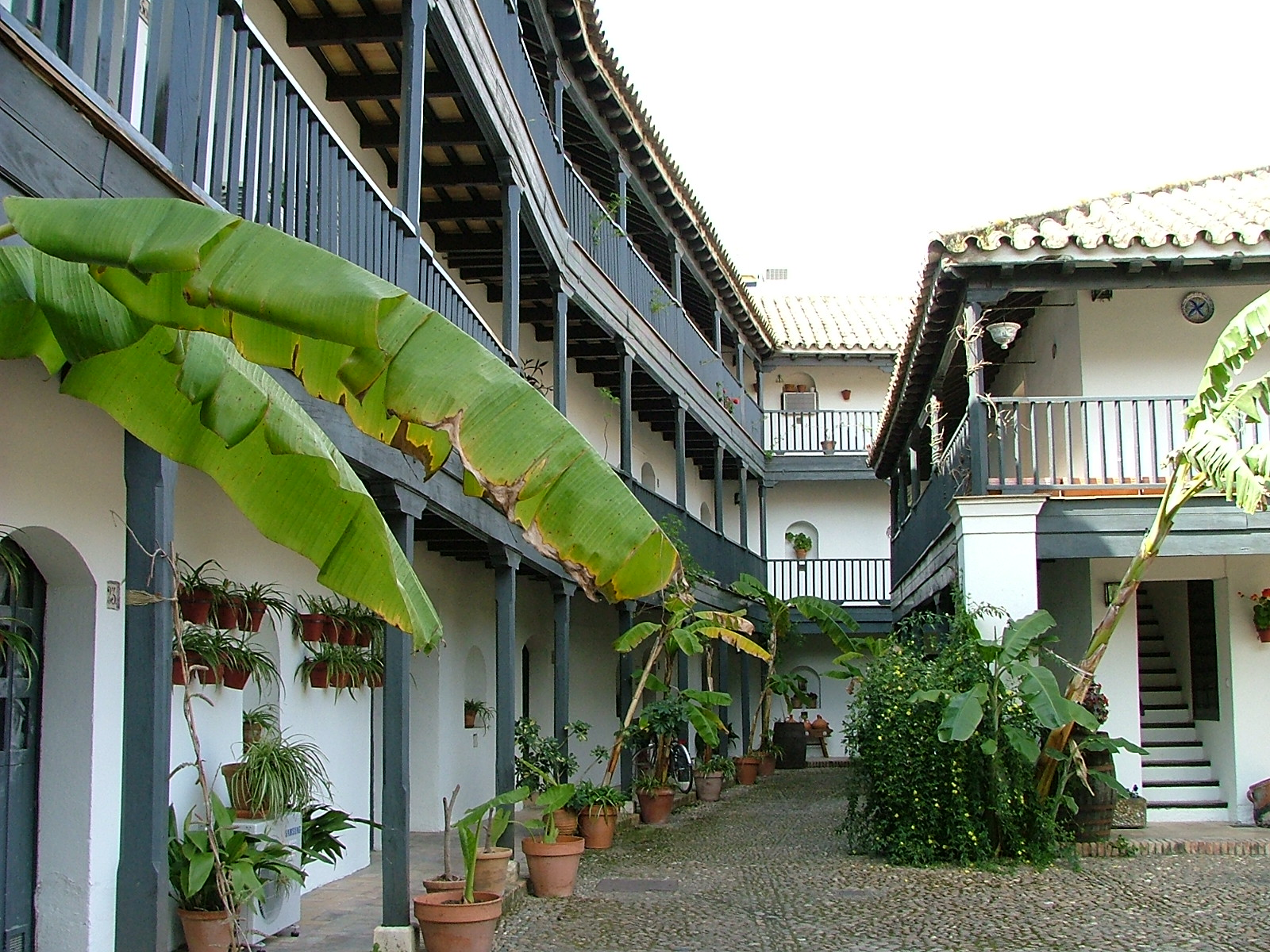
Vista en 2004 del Corral del Conde.

Los corrales de vecinos de Sevilla eran el tipo de vivienda más representativo de los trabajadores hacia finales del siglo XIX y principios del XX en la ciudad.  
Eran edificios de construcción generalmente antigua, algunos levantados exprofeso para ser dedicados a corral y otros que eran antiguas casas-palacio, casas-patio o antiguos conventos que se adaptaron al uso de corral.
Son edificaciones plurifamiliares que se caracterizan por poseer un gran patio en el interior de la parcela y en el centro del mismo solía haber una fuente o un pozo como punto de suministro de agua para todo el corral. Alrededor del patio salían varios corredores y cada corredor con múltiples puertas de las habitaciones o salas que constituían las viviendas, cada una de las cuales podía constar de una o dos habitaciones. Solía existir un segundo patio de menor tamaño o patinillo que se dedicaba a lavadero. Esta distribución se podía repartir en dos alturas.

## Administración y servicios

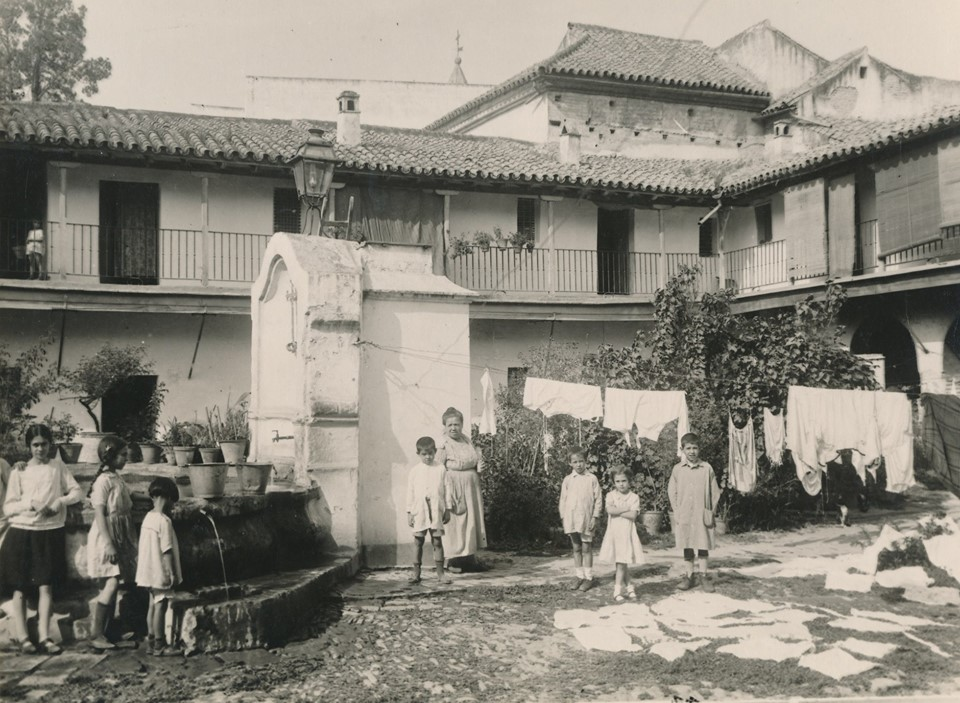
Patio central del corral del Agua en 1931.

Los corrales solían tener una serie de servicios colectivos tales como el suministro de agua, las letrinas, patio común, lavaderos, tendederos y en algunos casos cocinas. La propiedad solía asignar la administración a una "casera" que se encargaba del cobro de los alquileres y de resolver los problemas que surgieran en la convivencia de sus habitantes y que a cambio recibía gratuitamente una de las viviendas. La casera también se encargaba de la administración del corral en todo lo relativo a obligaciones de los inquilinos, zonas comunes, limpieza, etc. Los corrales no solo constituían un lugar de habitación sino además de convivencia y estrechas relaciones sociales, allí se vendían productos, se celebraban fiestas familiares y se producían disputas, eran microsociedades peculiares, que actualmente han perdido la mayoría de sus rasgos diferenciadores.

## Actualidad
Los corrales de vecinos eran una figura común a la mayoría de las ciudades andaluzas y a algunas otras zonas de España, aunque fue en Sevilla donde alcanzó probablemente un mayor desarrollo. 
A lo largo del siglo XX han ido desapareciendo la gran mayoría de estos corrales, principalmente motivado por la subida de los precios del terreno, la especulación inmobiliaria y el cambio en la forma de vida de la población. Sin embargo, en 1990 todavía se contaban en Sevilla unos 190 corrales, la inmensa mayoría deshabitados o ruinosos. No obstante algunos de ellos fueron objeto de rehabilitación integral y sobreviven actualmente aunque con un tipo de habitante completamente diferente del que residía en ellos hace un siglo. En la actualidad, el barrio de Triana es donde sobreviven más corrales, igualmente destacables son el Corral del Conde y el Corral del Coliseo situados en el centro de la ciudad.
Una figura parecida a los corrales de vecinos eran las casas de vecinos, que solían ser de menor tamaño que los corrales y eran ocupadas por trabajadores de un cierto mayor nivel económico en sus oficios y disponían de algo más de espacio por familia.

## Ejemplos destacados

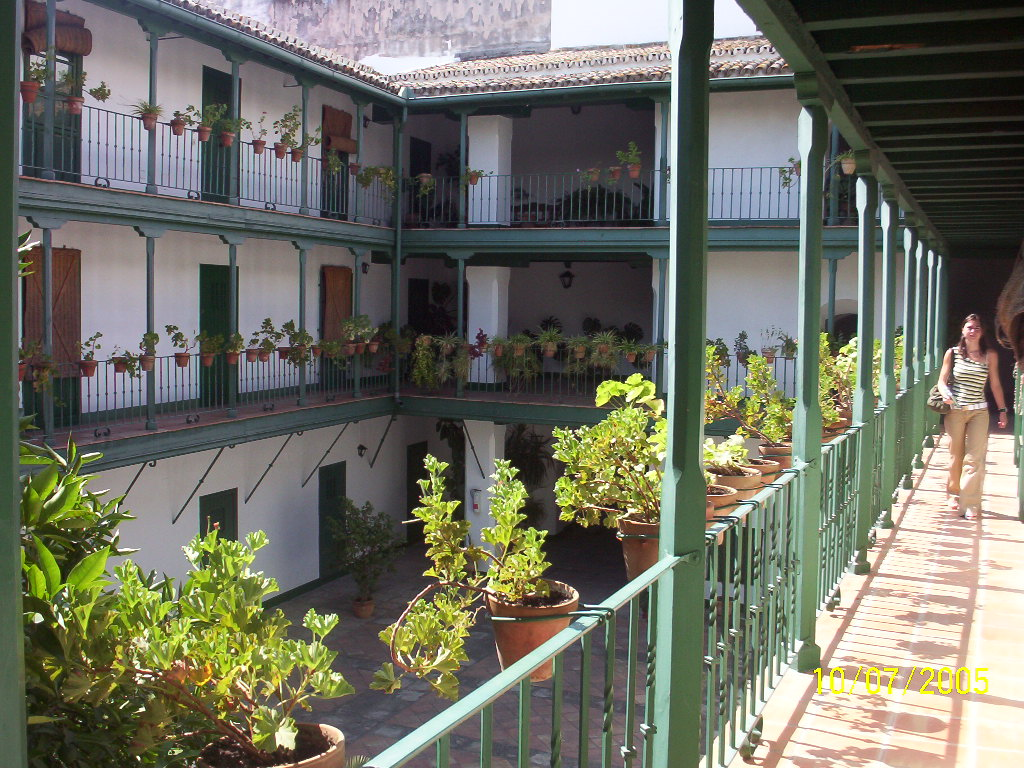
Corral del Coliseo en 2005.

### Corral del Coliseo
Se encuentra situado en la calle Alcázares, 5, 7 y 9. Se reformó íntegramente en 1976. En ese mismo lugar estuvo situado uno de los teatros o corrales de comedias, el Coliseo. El edificio actual data del siglo XVIII, después de haber sufrido varios incendios y reconstrucciones hasta ese momento, en el cual parte del edificio se convirtió en corral de vecinos. Está formado por dos plantas y ático de arcos semicirculares separados por pilastras toscanas. Perteneció al Marqués de Torrenueva.

### Corral del Conde
Está ubicado en la calle Santiago 27. Debe su nombre al Conde-duque de Olivares que era el propietario del edificio. Fue uno de los más importantes de la ciudad, tiene tres alturas, cuenta con un gran patio que llegó a ser utilizado como escenario de corridas de toros. Se rehabilitó completamente en el último cuarto del siglo XX, para ser convertido en apartamentos. Fue declarado monumento histórico-artístico de carácter nacional en enero de 1980.

### Corral de la Encarnación
Situado en la calle Pagés del Corro 128 del barrio de Triana, en una parcela, donde antiguamente se levantaba la Capilla de la Encarnación que da nombre al corral. Fue inscrito en 1995, como Lugar de Interés Etnológico por la Junta de Andalucía.

## Otros
- Casa o patio de la Flores (C/Castilla 22)[6]
- Corral de Herrera, (C/ Pagés del Corro 111), construido en 1909 y rehabilitado en 1994.[7]
- La Cerca Hermosa, en la calle Alfarería 34, que data de 1825 y que en el año 2000 fue rehabilitado.[7]